# Onthophagus aerestriatus
Onthophagus aerestriatus là một loài bọ cánh cứng trong họ Bọ hung (Scarabaeidae).